# Texas (Nova York)
Texas és una àrea no incorporada (conegut també com a llogaret) situada al comtat de Oswego a l'estat nord-americà de Nova York. Texas està ubicada dins del territori de la ciutat de Mexico.
El comtat de Oswego a partir dels impostos de propietat registra que aproximadament 50 habitatges són a Texas. La població voreja els 200 habitants.
En 1790, George Scribe, un comerciant de la ciutat de Nova York i un alemany de naixement, van adquirir 500.000 acres (2.000 km²) de terra situada entre el llac Oneida i el llac Ontario, per la suma de $ 80.000 (aproximadament 870.000 $ en diners d'avui). Aquesta compra, coneguda com a "patent Scribe", va ser limitada a l'est de Fish Creek ia l'oest pel riu Oswego, i va abraçar a 14 ciutats al comtat de Oswego i quatre ciutats en el Comtat de Oneida. Al voltant de 1794, Scribe va fundar l'assentament de la Vera Creu a la desembocadura del rierol Little Salmon, a la vora del llac Ontario, a 12 milles (19 km) al nord-est de Fort Ontario. Scribe va construir un molí fariner, una botiga, i altres edificis, i va començar un actiu comerç al llac.
El 1812 la ciutat va patir el bloqueig comercial per part de l'imperi Britànic, i el 1820 un incendi va arrasar el lloc, anys després es va establir enm el lloc una naviliera que va plegar en sis o set anys i de 1839 a 1905 es va establir una sucursal de correus.
El nom del llogaret es va convertir en Texas, en algun moment entre 1820 i 1860
Texas, està ubicada a les Coordenades 43° 30′ 46″ N, 76° 15′ 5″ O / 43.51278°N,76.25139°O.